# Markus Bader
Markus Bader (* 14. November 1988) ist ein ehemaliger österreichischer Skilangläufer.

## Werdegang
Bader gab sein Debüt im Skilanglauf-Weltcup im Dezember 2008 in Davos, wo er den Sprint auf Platz 88 beendete. Sein erstes Top-Ten-Ergebnis im Alpencup erzielte er mit Rang 6 im Sprint von Métabief im März 2009. Im März 2010 erzielte er mit Platz zwei beim Slavic-Cup-Sprint in Welsberg-Taisten seine erste Podiumsplatzierung bei einem Continental-Cup-Rennen. Seine ersten und einzigen Weltcuppunkte erreichte Bader mit Platz 28 beim Sprint in Liberec im Januar 2011. Bei den Weltmeisterschaften 2011 in Oslo belegte er Rang 54 im Sprint. Im Februar 2015 startete er bei den Weltmeisterschaften in Falun erneut im Sprint und beendete den Wettbewerb auf Rang 47.